# Анелін (Ґостинінський повіт)
Анелін (пол. Anielin) — село в Польщі, у гміні Гостинін Ґостинінського повіту Мазовецького воєводства.
Населення — 111 осіб (2011).
У 1975-1998 роках село належало до Плоцького воєводства.

## Демографія
Демографічна структура станом на 31 березня 2011 року:
|          | Загалом | Допрацездатний вік | Працездатний вік | Постпрацездатний вік |
| -------- | ------- | ------------------ | ---------------- | -------------------- |
| Чоловіки | 53      | 12                 | 36               | 5                    |
| Жінки    | 58      | 16                 | 23               | 19                   |
| Разом    | 111     | 28                 | 59               | 24                   |